# Paiwas
Paiwas é um município da Nicarágua, situado na Região Autônoma da Costa Caribe Sul. Tem 2,089 km² de área e sua população em 2020 foi estimada em 36.256 habitantes.